# 協和機械製作所
株式会社協和機械製作所（きょうわきかいせいさくしょ、英: Kyowa Machinery Manufacturing Co.,Ltd.）は、北海道札幌市西区に本社を置く、除雪機械、特装車メーカーである。
スノープラウ、ショベル付ダンプトラック、モーターグレーダーなどの製造・販売を行っている。

## 沿革
- 1939年7月1日 - 札幌市（現札幌市白石区）菊水西町2丁目7番地に大阪造兵所発註の野砲用真管製造工場として発足。
- 1950年 - 販売サービス部門としてエルム精機株式会社設立。
- 1965年 - 鉄工団地新工場へ移転
- 1967年8月1日 - 株式会社協和機械製作所設立